# Danny Valencia
Daniel Paul Valencia, detto Danny (Miami, 19 settembre 1984), è un giocatore di baseball statunitense di ruolo terza base, prima base ed esterno; free agent dal 15 agosto 2018.

## Gli inizi
Valencia è di origini ebraiche, nacque a Miami in Florida da Michael, originario di Cuba, e Mindy Valencia. Crebbe a Boca Raton, dove frequentò la Spanish River Community High school. Ottenuto il diploma tentò di farsi reclutare nella squadra di baseball dell'università di Miami, ma non vi riuscì; e si iscrisse all'Università del North Carolina di Greensboro. Più tardi si trasferì all'Università di Miami.

## Carriera

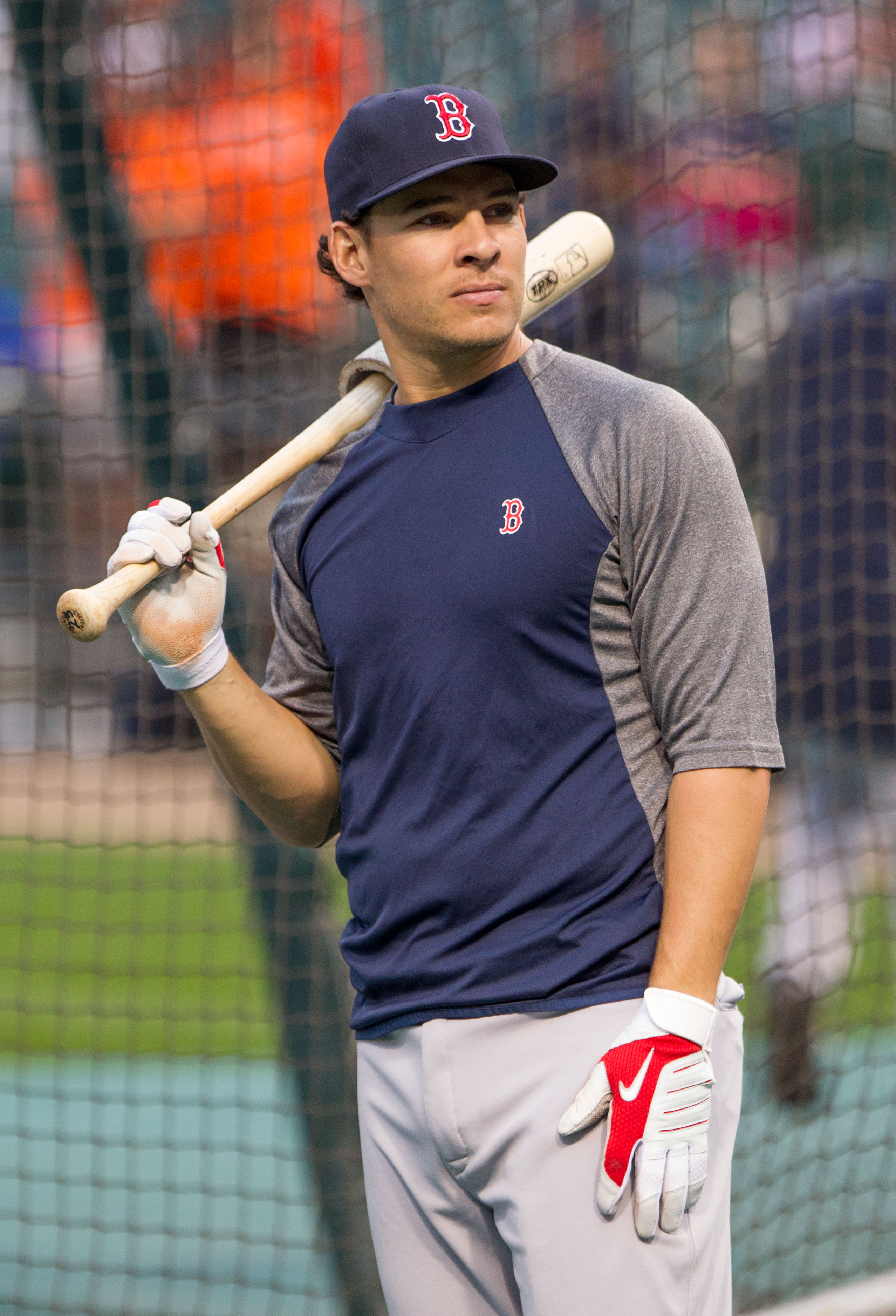
Valencia con i Red Sox nel 2012

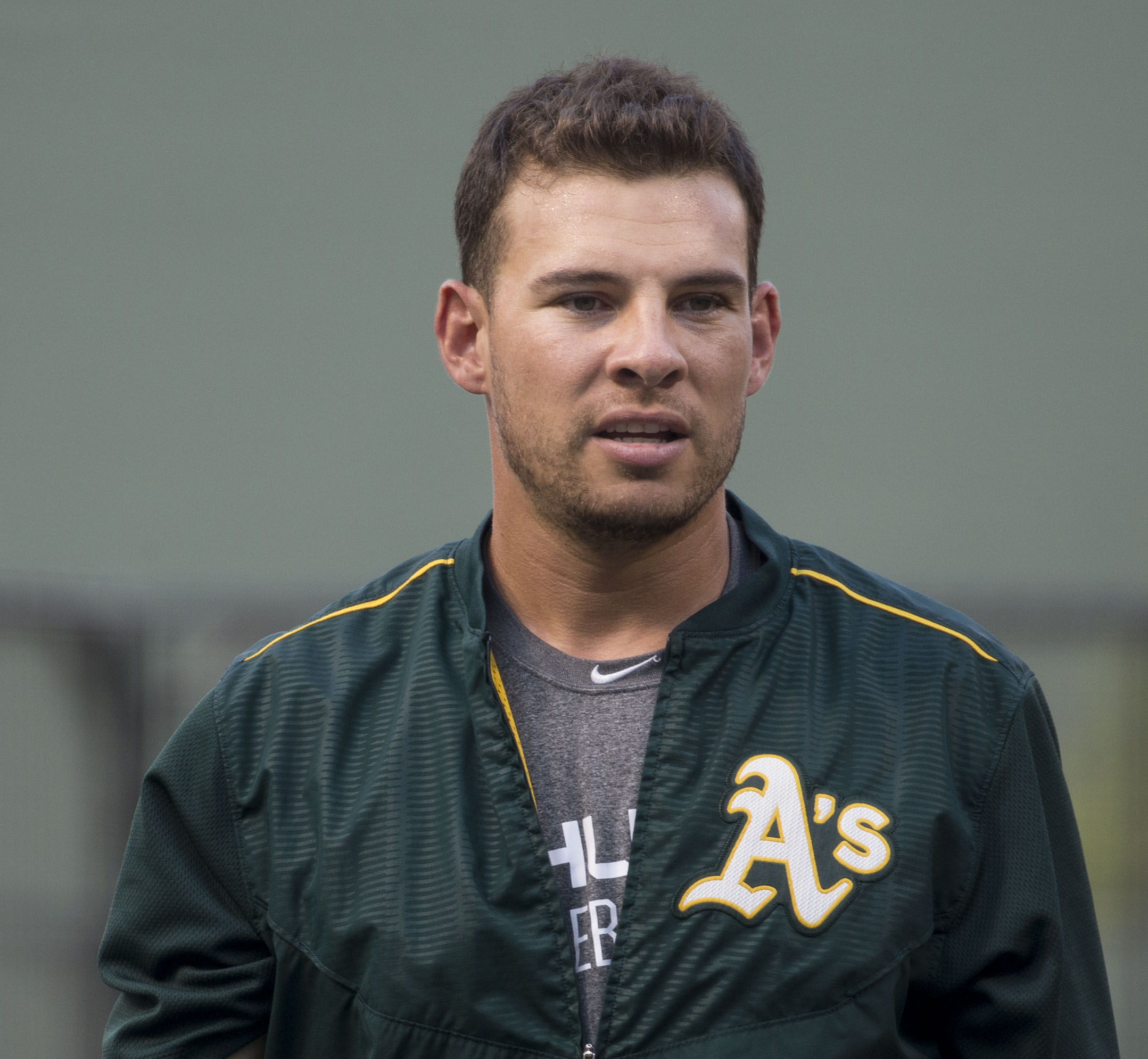
Valencia con gli Athletics nel 2015

Valencia fu selezionato al diciannovesimo turno del draft 2006 dai Minnesota Twins, e assegnato in Classe Rookie. Nel 2007 giocò in classe A e in Classe A-avanzata. Nel 2008 continuò in Classe A-avanzata e fu promosso in Doppia-A. Iniziò la stagione 2009 in Doppia-A e fu promosso in Tripla-A nel corso della campionato. Cominciò la stagione 2010 in Tripla-A.
Il 3 giugno 2010, dopo quattro stagioni nelle formazioni di Minor League, Valencia debuttò nella MLB, al Safeco Field di Seattle, contro i Seattle Mariners. il 26 luglio batté il suo primo fuoricampo, un grand slam. Al termine della sua prima stagione è stato inserito nella formazione All-Rookie Team e nella 2010 Topps Major League Rookie All-Star Team.
Dopo aver trascorso due stagioni con i Twins, il 5 agosto 2012 fu scambiato con i Boston Red Sox, in cambio del prospetto Jeremias Pineda. Il 20 novembre 2012 i Red Sox designarono per la riassegnazione Valencia. Fu scambiato con i Baltimore Orioles per una somma di denaro, otto giorni dopo il 28 novembre.
Valencia fu scambiato con i Kansas City Royals il 18 dicembre 2013 con David Lough. Il 28 luglio 2014, i Royals scambiarono Valencia con i Toronto Blue Jays per il lanciatore Liam Hendriks e il ricevitore Erik Kratz. Il 1º agosto 2015 fu designato per la riassegnazione. Il 3 agosto gli Oakland Athletics lo prelevarono dai waivers.
Il 12 novembre 2016, gli Athletics scambiarono Valencia con i Seattle Mariners, in cambio del lanciatore Paul Blackburn. Il 2 novembre 2017 divenne free agent.
Il 2 marzo 2018, Valencia firmò un contratto di minor league con i Baltimore Orioles con invito allo spring training incluso. Il 29 Marzo venne chiamato in prima squadra. Venne designato per la riassegnazione dagli Orioles il 10 Agosto e svincolato dalla squadra il 15 del mese stesso.